# Nathaniel McKinney
 Nathaniel Benjamin McKinney (Nassau, 19 januari 1982) is een Bahamaanse voormalige atleet, die was gespecialiseerd in de 200 en 400 m. Hij boekte overigens zijn voornaamste successen als lid van het nationale estafetteteam op de 4 × 400 m. Eenmaal nam hij deel aan de Olympische Spelen, maar bleef medailleloos.

## Loopbaan
Op de Olympische Spelen van 2004 in Athene nam McKinney samen zijn landgenoten Aaron Cleare, Andrae Williams en Chris Brown deel aan de 4 × 400 m estafette. Het Bahamaanse viertal kwalificeerde zich voor de finale in een tijd van 3.01,47. In deze finale eindigden ze op een zesde plaats in een tijd van 3.01,88.
Op de wereldkampioenschappen van 2005 maakte McKinney deel uit van het Bahamaanse viertal, dat op de 4 × 400 m estafette naar de zilveren medaille liep. Samen met Avard Moncur, Andrae Williams en Chris Brown liep McKinney naar een nieuw Bahamaans record van 2.57,32.
In mei 2013 kondigde McKinney het einde van zijn atletiekloopbaan aan.

## Titels
- Centraal-Amerikaans en Caribisch kampioen 4 × 400 m - 2005

## Persoonlijke records
| Onderdeel | Prestatie | Datum        | Plaats   |
| --------- | --------- | ------------ | -------- |
| 200 m     | 20,67 s   | 9 mei 2009   | Athene   |
| 300 m     | 33,01 s   | 12 juni 2008 | Ostrava  |
| 400 m     | 45,68 s   | 2 juni 2007  | Atalanta |

## Palmares

### 4 × 400 m
- 2003: 5e Pan-Amerikaanse Spelen - 3.05,50
- 2003:  WK - 3.00,53
- 2004: 6e OS - 3.01,88
- 2005:  Centraal-Amerikaanse en Caribische kamp. te Nassau - 3.01,08
- 2005:  WK - 2.57,32 (NR)